# Chryzostom (Martiszkin)
Chryzostom, imię świeckie Gieorgij Fiodorowicz Martiszkin (ur. 3 maja 1934 w Kazince, zm. 6 stycznia 2025 w Wilnie) – biskup Rosyjskiego Kościoła Prawosławnego.

## Życiorys
Pochodził z rodziny chłopskiej, pracował w kołchozie, następnie w pracowni ochrony zabytków architektury. W 1965 ukończył seminarium duchowne w Moskwie, a cztery lata później Moskiewską Akademię Duchowną. W czasie nauki, 12 września 1964 r., został wyświęcony na diakona przez metropolitę leningradzkiego i ładoskiego Nikodema. Ten sam hierarcha przyjął od niego śluby zakonne w dniu 31 października 1966 r., a 4 listopada tego samego roku udzielił mu święceń kapłańskich. Od 1968 r. służył w cerkwi św. Pimena w Moskwie, a następnie od 1969 r. w cerkwi Wszystkich Świętych na Sokole w Moskwie.  
W lipcu 1971 r. został kierownikiem kancelarii Wydziału Zewnętrznych Stosunków Cerkiewnych Patriarchatu Moskiewskiego. W tym samym roku otrzymał godność archimandryty.  
21 marca 1972 r. Święty Synod Rosyjskiego Kościoła Prawosławnego nominował go na biskupa pomocniczego eparchii moskiewskiej z tytułem biskupa zarajskiego. Otrzymał również stanowisko zastępcy przewodniczącego Wydziału Zewnętrznych Stosunków Cerkiewnych. Jego chirotonia biskupia odbyła się 23 kwietnia 1972 r. w cerkwi Zwiastowania na terenie moskiewskiej rezydencji przewodniczącego Wydziału Zewnętrznych Stosunków Cerkiewnych, pod przewodnictwem metropolity leningradzkiego i ładoskiego Nikodema.  
3 września 1974 został wyświęcony na biskupa kurskiego i biełgorodzkiego, trzy lata później został arcybiskupem. Na terenie swojej eparchii doprowadził do znaczącego ożywienia życia parafialnego, wyświęcając tylko w ciągu pierwszego roku sprawowania urzędu 22 kapłanów, co pozwoliło na otwarcie parafii oficjalnie czynnych, lecz niefunkcjonujących z braku duchownych. W ciągu sześciu lat biskup Chryzostom wyświęcił 120 nowych kapłanów, w tym wielu spośród mężczyzn bez formalnego przygotowania teologicznego, niemogących z braku miejsc podjąć nauki w seminariach. Wielokrotnie reprezentował Patriarchat Moskiewski podczas podróży zagranicznych do innych Cerkwi autokefalicznych i innych Kościołów, m.in. do Japonii, Etiopii, na Cypr, do Bułgarii, do Syrii, na intronizacje patriarchy rumuńskiego Justyna, patriarchy Antiochii Ignacego i patriarchy Gruzji Eliasza II W 1977 r. otrzymał godność arcybiskupa. 
W 1981 r. na własną prośbę odszedł z Wydziału Zewnętrznych Stosunków Cerkiewnych. W latach 1984–1990 pełnił obowiązki biskupa irkuckiego i czyckiego, tymczasowo (1984–1988) wypełniając również zadania biskupa chabarowskiego.
W styczniu 1990 r. został arcybiskupem wileńskim i litewskim. Poparł ruch na rzecz niepodległości Litwy. Był członkiem rady organizacji Sajudis i potępił interwencję armii radzieckiej w Wilnie w styczniu 1991 r.
W 2000 r. został mu nadany tytuł metropolity. W 2010 duchowny odszedł na własną prośbę w stan spoczynku ze względu na zły stan zdrowia.
Był zwolennikiem ekumenizmu i dialogu z Kościołem katolickim. Jako jedyny z biskupów Rosyjskiej Cerkwi Prawosławnej oficjalnie przyznał się do bycia tajnym współpracownikiem KGB w latach 1974–1990 pod pseudonimem „Restaurator”.